# 大阪ペピイ動物看護専門学校
大阪ペピイ動物看護専門学校（おおさかペピイどうぶつかんごせんもんがっこう）は、大阪市東成区にある専修学校。運営母体は、学校法人宮﨑学園。

## 沿革
- 1996年 全日本獣医師協同組合付属動物看護学校として開校
- 2000年 現校名となる
- 2011年 動物看護福祉学科　設置

## 学科
- 動物看護総合学科（3年制）

## 出身者
- 岩川美花 - プロボクサー

## 所在地
- 〒537-0025 大阪市東成区中道3-8-15

最寄り駅は、Osaka Metro・JR玉造駅